# マーカムアラビアン
マーカムアラビアン (Markham Arabian) は、17世紀初頭に生きたイングランド王国の種牡馬。しばしばサラブレッドの祖先、最初の一頭として言及される。
1616年にガーヴァス・マーカムが、ジェームズ1世のために連れてきた馬である。同年12月20日、この馬のために王室財政から165ポンドが支払われた記録がある。この馬に対して、ニューキャッスル公爵ウィリアム・キャヴェンディッシュは「あまりに小さく、馬体にみるべきところは何もなかった。コースに出られるように調教したが、あらゆる馬が彼を負かした。」という記述を残している。ただし、ニューキャッスル公爵は、この馬の輸入に反対した人物であったことは留意する必要がある。この馬以降、イギリスに多くの東洋系輸入馬が連れてこられるようになったという。
なお、17世紀初頭といった古い時代、また同世紀中ごろの清教徒革命の影響により、この時代の競馬に関する情報は不足している。現在のサラブレッドにマーカムアラビアンの血が流れているかは不明である。

## 産駒
- フリセル（Frisell、種牡馬。1649年にタットベリーで供用された記録）